# 方芳 (歌手)
方芳（1976年1月20日—）中國女歌手，在1994年參加第六届全国青年歌手大赛，以《搖太陽》獲得业余组通俗唱法三等奖。
隔年簽約中唱广州公司，並發行個人專輯《搖太陽》。在1996年、1998年陸續出版个人专辑《得意洋洋》及《九月》